# Park Hye-won
Park Hye-won (kor. 박혜원; * 15. August 1983 in Seoul) ist eine südkoreanische Shorttrackerin.

## Karriere
Bei den Weltmeisterschaften 2000 in Sheffield gewann sie Silber über 1500 m und mit der Staffel. Auch mit dem Team konnte sie im selben Jahr in Den Haag Silber gewinnen. Mit der Staffel und mit dem Team gewann sie bei den Weltmeisterschaften im Folgejahr wieder jeweils Silber. 2002 konnte sie jedoch bei den Weltmeisterschaften in Montreal mit der Staffel Gold gewinnen und mit dem Team in Milwaukee ebenfalls. Zudem gewann sie 2002 bei den Olympischen Winterspielen 2002 in Salt Lake City mit der Staffel Gold. Park gewann bei der Winter-Universiade 2003 in Tarvis eine Goldmedaille mit der Staffel.

## Ehrungen
- 2010: Medaille „Blue Dragon“ der Republik Korea.[6]